# Entre-deux-Lacs
Entre-deux-Lacs ist der Name eines gescheiterten Fusionsprojekts im Kanton Neuenburg, Schweiz. 
Sie sollte ursprünglich per 1. Januar 2017 in der gleichnamigen Region des Kantons aus den heutigen politischen Gemeinden Cornaux (BFS-Nr. 6451), Cressier (NE) (BFS-Nr. 6452), Enges (BFS-Nr. 6453), Le Landeron (BFS-Nr. 6455), Lignières (BFS-Nr. 6456), Saint-Blaise (BFS-Nr. 6459) und La Tène (BFS-Nr. 6461) entstehen. 
Le Landeron hat das Fusionprojekt vorzeitig verlassen. Bei den Volksabstimmungen in den übrigen Gemeinden scheiterte das Projekt. 
Der Name (dt. «zwischen zwei Seen») bezieht sich auf die Lage zwischen dem Neuenburgersee und dem Bielersee.

## Quelle
- Amtliches Gemeindeverzeichnis der Schweiz. Angekündigte Änderungen 2015. Ausgabe vom 11. Juni 2015
- Amtliches Gemeindeverzeichnis der Schweiz. Angekündigte Änderungen 2016. Ausgabe vom 3. November 2016